# Allogymnopleurus anthracinus
Allogymnopleurus anthracinus är en skalbaggsart som beskrevs av Johann Christoph Friedrich Klug 1845. Allogymnopleurus anthracinus ingår i släktet Allogymnopleurus och familjen bladhorningar. Inga underarter finns listade i Catalogue of Life.